# Megamoera dentata
Megamoera dentata är en kräftdjursart som först beskrevs av Henrik Nikolai Krøyer 1842.  Megamoera dentata ingår i släktet Megamoera och familjen Melitidae. Inga underarter finns listade i Catalogue of Life.